# DDR-Meisterschaft im Straßenrennen 1972
Die DDR-Meisterschaft im Straßenrennen 1972 fand am 16. Juli in Hohenstein-Ernstthal im Landkreis Zwickau statt und wurde als Eintagesrennen ausgetragen. Es war das 24. Meisterschaftsrennen in der DDR.

## Strecke
Das Rennen führte auf dem Sachsenring über einen zwanzigmal zu fahrenden Rundkurs von insgesamt 172, 36 Kilometer. Sommerliche Hitze und ein welliger Kurs mit dem Badberg als steilstem Anstieg kennzeichneten das Rennen.

## Rennverlauf
79 Radrennfahrer der DDR-Leistungsklasse sowie die besten Fahrer aus den Betriebssportgemeinschaften (BSG) waren am Start, darunter alle Fahrer der DDR-Nationalmannschaft im Straßenradsport. Bereits in der dritten Runde bildete sich eine Gruppe von sechs Fahrern, aus der die beiden Erstplatzierten des Rennens hervorgingen. In der elften Runden setzten sich Wolfgang Wesemann und Manfred Kummich ab. Bei der letzten Überquerung des Badbergs distanzierte Wesemann seinen Begleiter und kam als Solist ins Ziel. Klaus–Dieter Scholz gewann den Sprint um den dritten Platz, wurde aber wegen unerlaubten Radwechsels disqualifiziert. 29 Fahrer erreichten das Ziel.

## Ergebnis
|     | Fahrer            | Verein                     | Zeit (h)       |
| --- | ----------------- | -------------------------- | -------------- |
| 01. | Wolfgang Wesemann | ASK Vorwärts Leipzig       | 4:44:40        |
| 02. | Manfred Kummich   | BSG Lokomotive Leipzig-Ost | + 1:15 Minuten |
| 03. | Dieter Gonschorek | ASK Vorwärts Leipzig       | + 3:10 Minuten |
| 04. | Michael Görke     | BSG Post Berlin            | + 4:15 Minuten |
| 05. | Michael Milde     | TSC Berlin                 | + 6:15 Minuten |
| 06. | Michael Schiffner | SC DHfK Leipzig            | gl. Zeit       |
| 0 … |                   |                            |                |

## Weblink
- DDR-Meisterschaft im Straßenradsport in der Datenbank von Radsportseiten.com